# 処女航海 (クリスタルキングの曲)
「処女航海」（しょじょこうかい）は、クリスタルキングの楽曲で、3枚目のシングルである。1980年8月21日に発売。

## 解説
クリスタルキング3枚目のシングルとして「大都会」、「蜃気楼」に続くヒットを狙った曲。しかし前2作程奮わず、思うように伸びなかった曲となってしまった。

## 収録曲
1. 処女航海 (3:54)
  - 作詞：天野滋　作曲：山下三智夫　編曲：クリスタルキング&大村雅朗
2. Carry On (3:12)
  - 作詞：天野滋　作曲：今給黎博美　編曲：クリスタルキング&大村雅朗